# Kanton Revel
Revel is een kanton van het Franse departement Haute-Garonne. Het kanton maakt deel uit van het arrondissement Toulouse.

## Gemeenten
Het kanton Revel omvatte tot 2014 de volgende 13 gemeenten:
- Bélesta-en-Lauragais
- Falga
- Juzes
- Maurens
- Montégut-Lauragais
- Mourvilles-Hautes
- Nogaret
- Revel (hoofdplaats)
- Roumens
- Saint-Félix-Lauragais
- Saint-Julia
- Vaudreuille
- Vaux

Bij de herindeling van de kantons door het decreet van 13 februari 2014, met uitwerking op 22 maart 2015, werden daar volgende 46 gemeenten aan toegevoegd :
- Albiac
- Auriac-sur-Vendinelle
- Aurin
- Avignonet-Lauragais
- Beauteville
- Beauville
- Bourg-Saint-Bernard
- Le Cabanial
- Cambiac
- Caragoudes
- Caraman
- Cessales
- Le Faget
- Folcarde
- Francarville
- Gardouch
- Lagarde
- Lanta
- Loubens-Lauragais
- Lux
- Mascarville
- Mauremont
- Maureville
- Montclar-Lauragais
- Montesquieu-Lauragais
- Montgaillard-Lauragais
- Mourvilles-Basses
- Prunet
- Renneville
- Rieumajou
- Saint-Germier
- Saint-Pierre-de-Lages
- Saint-Rome
- Saint-Vincent
- La Salvetat-Lauragais
- Saussens
- Ségreville
- Tarabel
- Toutens
- Trébons-sur-la-Grasse
- Vallègue
- Vallesvilles
- Vendine
- Vieillevigne
- Villefranche-de-Lauragais
- Villenouvelle